# دوغلاس إتش. كوبر
دوغلاس إتش. كوبر هو عسكري وسياسي أمريكي، ولد في 1 نوفمبر 1815 في مقاطعة أميت في الولايات المتحدة، وتوفي في 29 أبريل 1879 في مقاطعة براين في الولايات المتحدة. انتخب عضو مجلس نواب مسيسيبي ‏.